# 1000-km-Rennen von Monza 1975

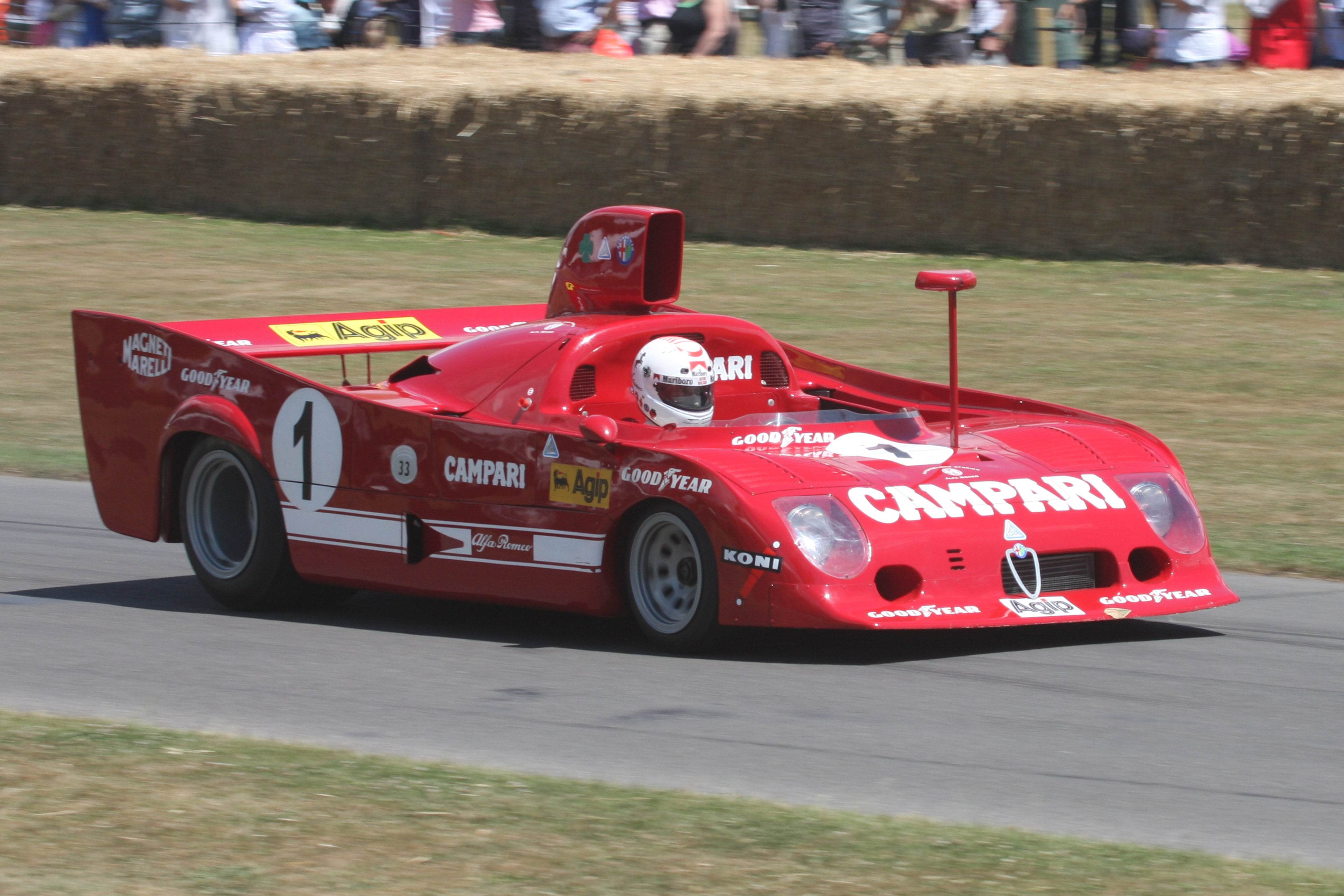
Alfa Romeo T33/TT/12

Das 14. 1000-km-Rennen von Monza, auch Trofeo Filippo Caracciolo, 1000 km di Monza, Autodromo Nazionale di Monza, fand am 20. April 1975 auf dem Autodromo Nazionale Monza statt und war der vierte Wertungslauf der Sportwagen-Weltmeisterschaft dieses Jahres.

## Das Rennen
Mit dem Ablauf der Saison 1974 hatte Autodelta das Sportwagen-Engagement für Alfa Romeo beendet, um sich anderen Aufgaben zu widmen. Die Einsätze der Werkswagen übernahm der deutsche Rennstall Willi Kauhsen Racing Team. In Monza wurden die beiden Alfa Romeo T33/TT/12 von Arturo Merzario, Jacques Laffite, Derek Bell und Henri Pescarolo gefahren. Unruhe gab es vor dem Rennen beim neuformierten Porsche-Team von Hermann Dannesberger. Dannesberger hatte, finanziert von Martini & Rossi, zwei Porsche 908/3-6-Fahrgestelle erworben und setzte sie in der Weltmeisterschaft ein. Nach Monza war das Team mit nur einem Wagen angereist, der von Herbert Müller und Gijs van Lennep gesteuert wurde. Müller beklagte sich während des Trainings über die aus seiner Sicht im Unterschied zum Joest-Racing-908 mangelnde Motorleistung. Daraufhin kam es zum Streit zwischen den Teamkollegen Müller und van Lennep, der dem Schweizer vorwarf, während seiner Trainingsfahrten den Ladedruck hochgedreht zu haben. Der Zwist eskalierte derart, dass Müller in den Boxen Flaschen an die Wand warf. Dannesberger entließ van Lennep aus seinem Vertrag, musste ihn im Rennen aber noch fahren lassen, da kein Ersatzfahrer vor Ort war. Keine Probleme gab es beim zweiten Porsche-Team von Reinhold Joest, der mit Mario Casoni Gesamtzweiter wurde. Der Rückstand auf das Siegerduo Merzario/Laffite im Alfa Romeo T33/TT/12 betrug allerdings drei Runden.

## Ergebnisse

### Schlussklassement
| 1                  | S 3.0    | 2  | Willi Kauhsen Racing Team     | Arturo Merzario Jacques Laffite                    | Alfa Romeo T33/TT/12 | 174 |
| 2                  | S 3.0    | 5  | Scuderia Nettuno Ovoro        | Reinhold Joest Mario Casoni                        | Porsche 908/3        | 171 |
| 3                  | S 3.0    | 4  | Renault Alpine                | Gérard Larrousse Jean-Pierre Jabouille             | Alpine-Renault A442  | 170 |
| 4                  | S 2.0    | 15 | Equipe Elf Switzerland        | Lella Lombardi Marie-Claude Charmasson             | Alpine-Renault A441  | 166 |
| 5                  | S 3.0    | 6  | Scuderia Nettuno              | Jürgen Barth Ernst Kraus                           | Porsche 908/03       | 162 |
| 6                  | S 3.0    | 77 | Gelo Racing Team              | Toine Hezemans Manfred Schurti John Fitzpatrick    | Porsche Carrera RSR  | 159 |
| 7                  | S 3.0    | 78 | Gelo Racing Team              | John Fitzpatrick Toine Hezemans Manfred Schurti    | Porsche Carrera RSR  | 158 |
| 8                  | S 2.0    | 22 | Robin Smith                   | Robin Smith Richard Robarts                        | Chevron B23          | 158 |
| 9                  | S 3.0    | 81 | Tebernum Porsche Racing Team  | Clemens Schickentanz Hartwig Bertrams Reine Wisell | Porsche Carrera RSR  | 154 |
| 10                 | S 2.0    | 21 | Citta dei Mille               | Carlo Franchi Giovanni Alberti                     | Chevron B21          | 148 |
| 11                 | S 2.0    | 36 | Dorset Racing                 | Claude Crespin Brian Joscelyne Ian Harrower        | Lola T294            | 148 |
| 12                 | S 2.0    | 35 | Roger Heavens Racing          | Manrico Zanuso Ray Fallo                           | Lola T294            | 148 |
| 13                 | S 1.3    | 59 | Antonio Bramen                | Antonio Bramen Pasquale Anastasio                  | Chevron B31          | 144 |
| 14                 | S 2.0    | 33 | Victoria Sporting Club Racing | Alan Jones John Sheldon                            | Lola T294            | 139 |
| 15                 | S 2.0    | 44 | Carlo Bilotti                 | Gianfranco Trombetti Carlo Bilotti                 | Osella PA3           | 138 |
| 16                 | S 1.6    | 52 | Ledy Zampolli                 | Ledy Zampolli Roberto Bottanelli                   | GRD S75              | 138 |
| 17                 | S 1.3    | 63 | Claudio Francisci             | Claudio Francisci Giorgio Grassi                   | Chevron B23/26       | 131 |
| 18                 | S 3.0    | 1  | Willi Kauhsen Racing Team     | Derek Bell Henri Pescarolo                         | Alfa Romeo T33/TT/12 | 130 |
| 19                 | S 2.0    | 29 | Sociéte ROC                   | Jean-Pierre Jaussaud Pierre-Marie Painvin          | Lola T292            | 130 |
| 20                 | S 3.0    | 8  | Gelo Racing Team              | Jochen Mass Tim Schenken                           | Mirage GR7           | 128 |
| 21                 | S 3.0    | 3  | Automobiles Ligier Gitanes    | Jean-Pierre Jarier Jean-Pierre Beltoise            | Ligier JS2           | 127 |
| 22                 | S 1.6    | 54 | Roberto Filannino             | Roberto Filannino Ermanno Pettiti                  | Osella PA3           | 122 |
| Ausgefallen        |          |    |                               |                                                    |                      |     |
| 23                 | S 3.0    | 79 | Tebernum Porsche Racing Team  | Reine Wisell Hartwig Bertrams Clemens Schickentanz | Porsche Carrera RSR  | 104 |
| 24                 | S 2.0    | 41 | Alroy Racing                  | Mario Cabral Alan Stubbs                           | March 75S            | 100 |
| 25                 | S 3.0    | 9  | Jolly Club                    | Vittorio Brambilla Giorgio Pianta                  | Lola T282            | 99  |
| 26                 | S 2.0    | 39 | Alroy Racing                  | Antônio Castro Prado Colin Andrews                 | March 75S            | 74  |
| 27                 | S 3.0    | 7  | Dr. H. Dannesberger           | Herbert Müller Gijs van Lennep                     | Porsche 908/3-6      | 71  |
| 28                 | S 2.0    | 45 | Scuderia Citta dei Mille      | Duilio Truffo Alvaro Valtellina                    | Osella PA3           | 67  |
| 29                 | GT 3.0   | 76 | Jägermeister Kremer Racing    | Hans Heyer Helmut Kelleners                        | Porsche Carrera RSR  | 62  |
| 30                 | S 2.0    | 46 | Scuderia Citta dei Mille      | Giancarlo Gagliardi Gianfranco Palazzoli           | Osella PA3           | 60  |
| 31                 | S 2.0    | 27 | Jolly Club                    | Carlo Facetti Martino Finotto                      | Osella PA3           | 23  |
| 32                 | S 1.6    | 53 | Lorenzo Niccolini             | Mauro Nesti Lorenzo Niccolini                      | Osella PA3           | 17  |
| 33                 | GT 3.0   | 74 | Porsche Club Romand           | Claude Haldi Bernard Béguin                        | Porsche Carrera RSR  | 15  |
| 34                 | S 2.0    | 48 | Vern Schuppan                 | Guy Tunmer Vern Schuppan                           | March 75S            | 12  |
| 35                 | S 2.0    | 18 | Cheetah Automobiles           | Loris Kessel Giorgio Francia                       | Cheetah G501         | 8   |
| 36                 | S 2.0    | 16 | Manfred Mohr                  | Manfred Mohr Francesco Cerulli-Irelli              | AMS 274              | 5   |
| 37                 | S 3.0    | 14 | Gulf Switzerland              | Heinz Schulthess Corrado Manfredini                | Lola T284            | 2   |
| 38                 | S 2.0    | 23 | John Blanckney                | John Calvert John Blanckney                        | Chevron B23          | 2   |
| 39                 | S 2.0    | 31 | Sociéte ROC                   | Laurent Ferrier Xavier Lapeyre                     | Lola T294            | 1   |
| Nicht gestartet    |          |    |                               |                                                    |                      |     |
| 40                 | S 2.0    | 25 | KVG Racing                    | Ian Grob John Hine                                 | Chevron B31          | 1   |
| 41                 | S 2.0    | 34 | Vesuvio                       | Cosimo Turizio Ciro Nappi                          | Lola T294            | 2   |
| 42                 | GT 3.0   | 73 | Jolly Club                    | Giorgio Schön Kemal Nuri Pelit                     | Porsche Carrera RSR  | 3   |
| 43                 | S 3.0    | T  | Willi Kauhsen Racing Team     | Henri Pescarolo                                    | Alfa Romeo T33/TT/12 | 4   |
| 44                 | S3.0     | 4T | Renault Alpine                | Gérard Larrousse Jean-Pierre Jabouille             | Alpine-Renault A441  | 5   |
| 45                 | GT 3.0   | 71 | Jolly Club                    | Cristiano Del Balzo Mario Radicella                | Lancia Stratos       | 6   |
| Nicht qualifiziert |          |    |                               |                                                    |                      |     |
| 46                 | S 2.0    | 43 | Guido Gatto                   | Guido Gatto Achille Voltolina                      | March 74S            | 7   |
| 47                 | S 1.3    | 57 | Scuderia Brescia Corse        | Luciano Verrocchio Carlo Giorgio                   | AMS 274              | 8   |
| 48                 | S 1.3    | 58 | Pasquale Anastasio            | Pasquale Anastasio Salvatore Pellegrino            | Chevron B23          | 9   |
| 49                 | S 1.3    | 61 | Blue                          | Marcello Gallo Piero Bongiovanni                   | Lola T290            | 10  |
| 50                 | S 1.3    | 62 | Marco Crosina                 | Marco Crosina Luigi Colzani                        | Osella PA3           | 11  |
| 51                 | GT + 3.0 | 66 | Achilli Motors                | Gabriele Gottifredi Giancarlo Galimberti           | De Tomaso Pantera    | 12  |
| 52                 | GT 3.0   | 72 | Girolama Capra                | Girolama Capra Angelino Lepri                      | Porsche Carrera RSR  | 13  |
| 53                 | GT 3.0   | 75 | Scuderia Brescia Corse        | Franco Berruto Guido Fossati                       | Porsche Carrera RSR  | 14  |
| 54                 | GT 3.0   | 82 | Nord                          | William Vollery Roger Dorchy                       | Porsche Carrera RSR  | 15  |
| 55                 | GT 3.0   | 83 | Gante Racing                  | Ennio Bonomelli John Rulon-Miller                  | Porsche Carrera RSR  | 16  |
| 56                 | GT 3.0   | 85 | Gabriele Serblin              | Gabriele Serblin                                   | Porsche Carrera RSR  | 17  |

1 Unfall im Training
2 nicht gestartet
3 nicht gestartet
4 Trainingswagen
5 Trainingswagen
6 nicht trainiert
7 nicht qualifiziert
8 nicht qualifiziert
9 nicht qualifiziert
10 nicht qualifiziert
11 nicht qualifiziert
12 nicht qualifiziert
13 nicht qualifiziert
14 nicht qualifiziert
15 nicht qualifiziert
16 nicht qualifiziert
17 nicht qualifiziert

### Nur in der Meldeliste
Hier finden sich Teams, Fahrer und Fahrzeuge, die ursprünglich für das Rennen gemeldet waren, aber aus den unterschiedlichsten Gründen daran nicht teilnahmen.
| Pos. | Klasse   | Nr. | Team                       | Fahrer                                  | Chassis           |
| ---- | -------- | --- | -------------------------- | --------------------------------------- | ----------------- |
| 57   | S 3.0    | 11  | Ben Heiderich              | Julio Gargallo Juan Llagostera          | Porsche 908/3     |
| 58   | S 3.0    | 12  | Vienna Race Management     | Walter Penker Alois Müller              | KMW SP30          |
| 59   | S 2.0    | 19  | Ateneo                     | Eugenio Renna Mario Savona              | Chevron B26       |
| 60   | S 2.0    | 24  | Peter Smith                | Peter Smith                             | Chevron B23       |
| 61   | S 2.0    | 26  | Roberto Filannino          | Roberto Filannino Ermanno Pettiti       | Dallara 1600      |
| 62   | S 2.0    | 27  | Martino Finotto            | Carlo Facetti Martino Finotto           | Lola T294         |
| 63   | S 2.0    | 28  | Scuderia Brescia Corse     | Vincenzo Cazzago Luciano Rossega        | Lola T292         |
| 64   | S 2.0    | 32  | Racing Organisation Course | François Sérvanin Guy Fréquelin         | Lola T294         |
| 65   | S 2.0    | 37  | Team Fisons                | Martin Raymond Tony Goodwin             | Lola T390         |
| 66   | S 2.0    | 38  | Pedro de Lamare            | Pedro de Lamare Antonio Neto            | March 75S         |
| 67   | S 2.0    | 42  | Citta dei Mille            | Tarcisio Fornera Romeo Camathias        | March 75S         |
| 68   | S 1.6    | 51  | Alessandro Guidetti        | Alessandro Guidetti Piero Mastaglio     | Chevron           |
| 69   | S 1.3    | 56  | Nettuno                    | Francesco Cerulli-Irelli Antonio Bramen | AMS 274           |
| 70   | GT + 3.0 | 65  | Ruggero Parpinelli         | Ruggero Parpinelli Odoardo Govoni       | De Tomaso Pantera |

### Klassensieger
| Klasse   | Fahrer                  | Fahrer                  | Fahrzeug             | Platzierung im Gesamtklassement |
| -------- | ----------------------- | ----------------------- | -------------------- | ------------------------------- |
| S 3.0    | Arturo Merzario         | Jacques Laffite         | Alfa Romeo T33/TT/12 | Gesamtsieg                      |
| S 2.0    | Lella Lombardi          | Marie-Claude Charmasson | Alpine-Renault A441  | Rang 4                          |
| S 1.6    | Ledy Zampolli           | Roberto Bottanelli      | GRD S75              | Rang 16                         |
| S 1.3    | Antonio Bramen          | Carlo Bilotti           | Osella PA3           | Rang 15                         |
| GT + 3.0 | kein Teilnehmer im Ziel |                         |                      |                                 |
| GT 3.0   | kein Teilnehmer im Ziel |                         |                      |                                 |

### Renndaten
- Gemeldet: 70
- Gestartet: 39
- Gewertet: 22
- Rennklassen: 6
- Zuschauer: 100000
- Wetter am Renntag: warm und trocken
- Streckenlänge: 5,780 km
- Fahrzeit des Siegerteams: 4:43:21,800 Stunden
- Gesamtrunden des Siegerteams: 174
- Gesamtdistanz des Siegerteams: 1005,720 km
- Siegerschnitt: 212,953 km/h
- Pole Position: Jochen Mass – Mirage GR7 (#8) – 1:28,940 = 233,877 km/h
- Schnellste Rennrunde: Gérard Larrousse – Alpine-Renault A442 (#4) – 1:30,200 = 230,687 km/h
- Rennserie: 4. Lauf zur Sportwagen-Weltmeisterschaft 1975